# Duty
Pour les articles homonymes, voir Duty (homonymie).
Albums de Ayumi Hamasaki
LOVEppears
(1999) I am...
(2002)
Remix par Ayumi Hamasaki
ayu-mi-x II version Non-Stop Mega Mix
(2000) ayu-mi-x III Non-Stop Mega Mix
(2001)
Singles
Duty est le troisième album original de Ayumi Hamasaki sorti sous le label avex trax.

## Présentation
L'album sort le 27 septembre 2000 au Japon sous le label avex trax, produit par Max Matsuura. Il atteint la première place du classement de l'Oricon, de même que le single SURREAL sorti la même semaine, ce qui fait d'Hamasaki la quatrième artiste à réaliser ce doublé single/album au Japon, après Seiko Matsuda et les groupes KinKi Kids et Wands ; c'est même la première à réaliser le triplé single/album/DVD en classant au même moment son DVD ayumi hamasaki concert tour 2000 A à la première place.
L'album se vend à 1 682 760 exemplaires la première semaine, et reste classé pendant 27 semaines, pour un total de 2 904 420 exemplaires vendus durant cette période. En détail, il reste classé à la 1re place pendant quatre semaines, et reste classé dans le Top 30 pendant vingt semaines, ce qui en fait l'album de la chanteuse à y être resté le plus longtemps. Il reste son album original le plus vendu, seulement dépassé par sa compilation A BEST qui sortira six mois plus tard ; c'est le 2e album japonais le plus vendu en 2000, et le 22e le plus vendu de tous les temps.

## Les chansons
L'album contient onze chansons, plus une introduction musicale. Trois étaient déjà parues en "face A" des singles sortis dans l'année : vogue, Far away et SEASONS ; la chanson SURREAL sort en single simultanément avec l'album, avec des remix de la chanson homonyme Duty ; la chanson AUDIENCE sortira elle aussi en single un mois plus tard. La dernière chanson de l'album, girlish, a été enregistrée en studio mais dans des conditions "live" avec des musiciens et en une prise ; ses paroles ne figurent pas dans le livret. Plusieurs chansons ont été utilisées pour des campagnes publicitaires : Duty pour les produits de beauté de la marque Takano Yuri, vogue pour la marque Kose Visee, Far away pour les téléphones Tu-Ka, et End of the World pour une marque de vêtements ; SEASONS a elle servi de thème musical pour le drama Tenki Yoho No Koibito.

## Liste des titres
Toutes les paroles sont écrites par Ayumi Hamasaki.
| 1.  | starting over (Musique instrumentale) | Ken Harada                 | Ken Harada                     | 1:36 |
| 2.  | Duty                                  | Ken Harada                 | Naoto Suzuki, Ken Harada       | 5:15 |
| 3.  | vogue                                 | Kazuhito Kikuchi           | Naoto Suzuki, Kazuhito Kikuchi | 4:27 |
| 4.  | End of the World                      | Yasuhiko Hishino           | Naoto Suzuki                   | 4:40 |
| 5.  | SCAR                                  | Kunio Tago                 | Naoto Suzuki                   | 4:17 |
| 6.  | Far away                              | Kazuhito Kikuchi & D・A・I | HΛL                            | 5:34 |
| 7.  | SURREAL                               | Kazuhito Kikuchi           | HΛL                            | 4:42 |
| 8.  | AUDIENCE                              | D・A・I                    | HΛL                            | 4:06 |
| 9.  | SEASONS                               | D・A・I                    | Naoto Suzuki                   | 4:15 |
| 10. | teddy bear                            | D・A・I                    | Shingo Kobayashi               | 4:18 |
| 11. | Key 〜eternal tie ver.〜              | Kunio Tago                 | Naoto Suzuki                   | 3:14 |
| 12. | girlish                               | Yasuhiko Hoshino           | Shingo Kobayashi               | 4:55 |